# 小果刺蒴藓
小果刺蒴藓（学名：Trachythecium micropyxis）为灰藓科刺蒴藓属下的一个种。